# Jahii Carson
Jahii Carson (Phoenix, 31 augustus 1993) is een Amerikaans basketballer.

## Carrière
Carson speelde collegebasketbal voor de Arizona State Sun Devils van 2012 tot 2014. In 2014 werd hij niet gedraft in de NBA draft maar speelde wel in de NBA Summer League van dat jaar voor de Houston Rockets. In 2014 tekende hij een contract in de Australische competitie bij Wollongong Hawks waar hij een seizoen speelde en laatste werd met de club. In februari 2015 tekende hij een contract bij het Servische KK Metalac Valjevo maar speelde er maar een wedstrijd en vertrok er in maart 2015. OOrspronkelijk zou hij tekenen bij Atleticos de San German in Puerto Rico. In februari 2016 tekende hij bij de Turkse tweedeklasser Adanaspor Basketbol. Voor het seizoen 2016/17 tekende hij bij het Canadese Island Storm waar hij een seizoen speelde.
In de zomer van 2017 tekende hij een contract bij het Griekse Koroivos Amaliadas BC dat na een slecht seizoen moest degraderen aan het einde van het seizoen. Hij en Marcus Posley mocht vertrekken nadat de club hen valselijk beschuldigde de laatste wedstrijd expres te hebben verloren en trok onder meer loon en vliegtuigtickets in. In die laatste wedstrijd verloor Carson het bewustzijn na een hoofdwonde te hebben opgelopen. Carson startte het seizoen 2018/19 in Canada bij Moncton Magic maar vertrok na zes wedstrijden naar het Roemeense BCM Universitatea Pitești. In september 2019 tekende hij in Cyprus bij APOEL BC maar speelde er maar kort.
In mei 2020 tekende hij een contract in IJsland bij Þór Þorlákshöfn maar speelde nooit nadat het seizoen werd uitgesteld. In januari 2021 tekende hij bij het Bulgaarse BK Akademik Plovdiv. In juni 2021 tekende hij een contract bij het Belgische Limburg United waar hij speelde tot in november 2021. Hierna in augustus 2022 tekende hij in Kosovo bij KB Rahoveci maar verliet de club in december 2022 daarna speelde hij het seizoen uit bij KB Vëllaznimi.
Eind januari 2024 tekende hij bij het Duitse SG ART Giants Düsseldorf als vervanger van Ben Shungu.

## Erelijst
- NBL Canada Newcomer of the Year Award: 2017